# Rankverk

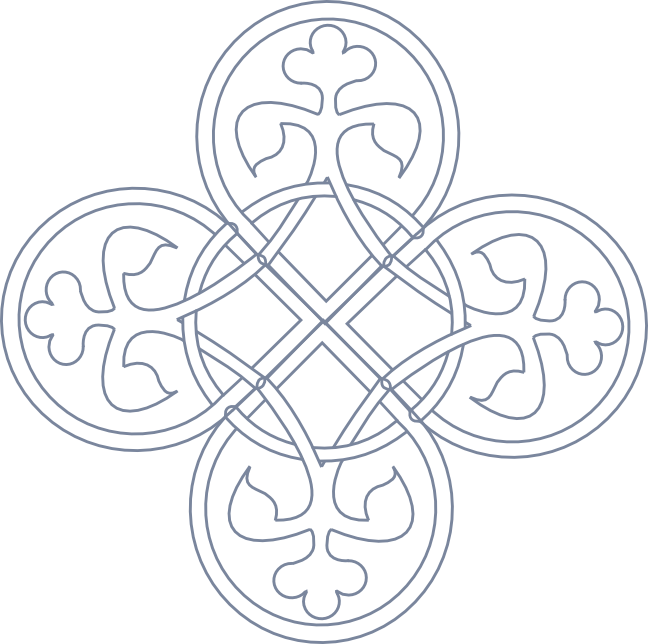
En fyrpass fylld med rankverk

Rankverk eller rankornament är målade eller skulpterade sammanbundna, ofta spiralvridna slingtrådar, ringlande bladklängen och klättrande stjälkar som fyller ut tomrummen mellan olika målningar, ofta i tak och på väggar i kyrkor.